# Садвакасов, Гожахмет Садвакасович
Гожахме́т Садвака́сович Садвака́сов (15 июня 1929, Большое Аксу, Уйгурский район — 15 ноября 1991, Алма-Ата, Казахстан) — советский филолог-уйгуровед, доктор филологических наук (1972), профессор (1984), академик, АН КазССР, лауреат премии им. Ч. Ч. Валиханова, (1977). Один из организаторов уйгуроведения в Казахстане. Научная деятельность связана с исследованиями в области современного уйгурского языка, изучал уйгурские диалекты Узбекистана, Туркмении, Кыргызстана, их лексико-грамматические, фонетические особенности. Большое внимание уделял научно-педагогической деятельности — один из первых авторов учебников по языку и литературе для уйгурских школ и педвузов. За плодотворную научную, научно-организационную и общественную деятельность он неоднократно награждался почетными грамотами Верховного Совета республики и медалями, а в 1976 г. его имя было занесено в Золотую книгу Почета Республики Казахстан.

## Детство и юность

### Семья
Родился 15 июня 1929 года в селе Большое Аксу Уйгурского района Алма-Атинской области в семье мельника.
Отец его Худайбердиев Садвакас на горной реке Аксу построил мельницу с каменными жерновами. В то время многих людей раскулачивали и без суда и следствия расстреливали. Когда пришел отряд Мураева от рук которого погибли многие невинные люди, отец Садвакасова чудом уцелел спрятавшись на мельнице. Мать Джамалхан была домохозяйкой.
Всего в семье было семеро детей. Бувиажар-сестра, Жанам-сестра и пятеро братьев — Сайдахмет, Гожахмет, Мирзахмет (умер в детстве), Зайнидин, Гайнидин Когда началась Великая Отечественная война, старший брат Гожахмета Сайдахмет ушел на фронт. Через некоторое время он погиб защищая Ленинград. Средний брат Зайнидин, был главным врачом Уйгурского района, Алма-Атинской области — трагически погиб в автомобильной катастрофе в возрасте 36 лет. Младший брат Гайнидин-журналист, был ответственным секретарем Республиканской газеты «Уйгур авази»

## Научно-организационная деятельность
Имя Гожахмета Садвакасовича как крупного ученого-тюрколога получило широкую известность в научных кругах не только СССР, но и далеко за его пределами. Большой авторитет и уважение снискали ему его многочисленные труды — монографии, книги, статьи, доклады, словари, и учебники. Он был широко известен и как талантливый организатор многоплановых исследований по уйгуроведению — важнейшей отрасли востоковедение.
Основатель Института уйгуроведения АН КазССР (ныне — Центр уйгуроведения Института востоковедения имени Р. Б. Сулейменова). Сфера научных интересов Г. С. Садвакасова была чрезвычайно обширной многогранной, но конечно же главным объектом его научной деятельности был уйгурский язык, во всем его многообразии. Проблемы лексикологии, фонетики, морфологии уйгурского языка получили глубокое и фундаментальное изучение в научном наследии учёного. И важнейшей среди них была проблема строя языка.
Садвакасов является автором наиболее крупных разделов коллективных монографий уйгурских лингвистов изданных на разных языках: Хазырки заман уйгур тили ч. 1 и 2 Алма-Ата, 1963, 1966; строй уйгурского языка,1989 -которые вызвали большой интерес у научной общественности. Так, например, монография «Хазирки заман уйгур тили» была переиздана в СУАР КНР и переведена на китайский язык. Проблемы орфографии уйгурского языка также были объектом исследования учёного.
Заложил основы норм орфографии уйгурского языка в Казахстане. Идеи учёного в этой области, особенно в аспекте теоретического осмысления орфографических законов были во многом использованы при разработке норм орфографии уйгурского языка в СУАР КНР. Круг научных интересов Г.Садвакасова был обширен и многогранен: он живо интересовался вопросами общей культуры уйгуров, чутко вникал в исследование литературы и фольклора, истории и этнографии своего народа. Его тонкие наблюдения в области уйгуроведения нашли выражение в многочисленных статьях и трудах, которые зачастую служили руководством для дальнейших фундаментальных исследований историков, литературоведов, фольклористов. Объектом пристального внимания Г.Садвакасова, и, наверное, делом всей его жизни было конечно, уйгурское языкознание: вопросы истории его развития, фонетического строя, лексического состава, морфологических особенностей; основные закономерности формирования и функционирования и многие другие аспекты уйгурского языка были тщательно изучены учёным и обобщены в капитальных монографиях и многочисленных статьях.
Является виднейшим специалистом в области уйгурской диалектологии, продолжая традиции ученых- востоковедов как Сергей Ефимович Малов, Гуннар Яринг, Тенишев, Эдхям Рахимович, он оставил труды по описанию уйгурских диалектов, наречий и говоров уйгуров Узбекистана, Туркмении, Киргизии, Казахстана. В центре внимания ученого, были, также, вопросы межъязыковых контактов уйгурского языка с казахским, узбекским, киргизским и туркменским языками. Г.Садвакасов тщательно изучал вопросы орфографии уйгурского языка. Им были разработаны основные принципы правописания уйгурского литературного языка и на основе этих принципов составлен орфографический словарь уйгурского языка, который до сих пор является основополагающим нормативным документом по орфографии уйгурского языка не только в Казахстане но и далеко за его пределами. Он был одним из ярких представителей современного уйгурского языкознания в мире.
Г. С. Садвакасов известен как собиратель и издатель образцов Уйгурского фольклора, им собран и опубликован богатейший материал по устно поэтическому творчеству уйгуров.
Необходимость дальнейшего и глубокого исследования проблем уйгуристики создали реальную основу для организации в системе АН Каз ССР нового научно исследовательского центра — Института Уйгуроведения . Создание этого института, получившим большой резонанс во всем мире явилось качественно новым этапом в развитии уйгуроведения. За неполные 5 лет своего существования Институт Уйгуроведения, несмотря на организационные трудности сумел серьёзно заявить о себе фундаментальными исследованиями, как по традиционным так и по новым научным направлениям. Институт уйгуроведения официально функционировал с 16 августа 1986 г. Он был создан на базе трех отделов уйгуроведческого профиля которые до этого находились при институте Языкознания АН Каз ССР и одного отдела востоковедческого направления института Истории, Археологии и Этнографии имени Ч.Валиханова.
Научные направления Института Уйгуроведения были определены следующим образом: Комплексное исследование проблем уйгуроведения, язык, литература, история, этнография и письменные памятники. Кроме того Институт ориентирован на разработку основных социально-экономических, общественно-политических, культурно-национальных проблем СУАР КНР. Следовательно, функционирование Института и его основные направления определяются не только сугубо исследовательскими, но и важными политическими задачами. Институт приступил к разработке широкого круга современных проблем приобретающих особую актуальность в контексте советско-китайских отношений. Это современное состояние и перспективы дальнейшего развития экономической, социально-политической и идеологической жизни. Вопросы расширения приграничной торговли с СУАР, участие иностранного капитала в освоении природных ресурсов края, состояние науки, просвещения, медицинского обслуживания и т. д. В задачу Института входила также разработка научно-практических предложений и осуществление научной, политической и информационной работы связанные с этно-социальными проблемами советских уйгуров, их быта и культуры. В условиях отсутствия у советских уйгуров специальных заинтересованных государственных структур, а также явной недостаточности национально-культурных учреждений на Институт возлагалась миссия организации и решения проблем изучения, сохранения, развития языка, возрождение уйгурских культурных традиций, подготовка национальных кадров, и другие направления касающиеся и духовных и социальных сфер жизни уйгурского народа. В соответствии с научными направлениями определена и структура Института. Кроме аппарата управления укомплектовано 8 отделов. 1. Отдел языкознания 2. Отдел литературы и искусства 3. Отдел истории и этнографии 4. Отдел по исследованию экономических и политических отношений 5. Отдел социально культурных и национальных отношений 6. Отдел этносоциальных проблем 7.Отдел взаимосвязи Казахстана со странами Центральной Азии 8. Отдел научной информации и источниковедения Институт Уйгуроведения АН Каз ССР был единственным подобного рода научным учреждением в Советском Союзе а также во всем мире.

## Научная деятельность

### 1946—1960
В 1946 г. поступил в Казахский национальный педагогический университет имени Абая и окончил его в 1950 г.
Научная деятельность Г. С. Садвакасова в стенах Академия Наук Казахской ССР началась с 1950 года, где он прошел все ступени роста: от аспиранта до директора научно-исследовательского института.
С 1950 г. по 1953 г. обучался в аспирантуре сектора уйгуро-дунганской культуры Академия Наук Казахской ССР по специальности Уйгурский язык.
С 1953 г. по 1960 г. после аспирантуры работал младшим научным сотрудником сектора уйгуро-дунгаской культуры и востоковедения Академия Наук Казахской ССР, затем старшим научным сотрудником, заведующим отдела уйгуроведения института языкознания Академия Наук Казахской ССР.
В 1957 г. защитил диссертацию на соискание ученой степени кандидата филологических наук на тему: «Словообразование имён существительных в современном уйгурском языке».
В 1958 г. участвовал в республиканском совещание уйгурских учителей, где выступил по вопросам орфографии уйгурского языка, г. Алма-Ата.

### 1961—1980
В 1960-е годы организовал ряд экспедиций в районы компактного проживания уйгуров Казахстана,Узбекистана,Кыргызстана и Туркмении. Собранные при этом материалы обобщены во многих крупных работах Г. С. Садвакасова и особенно в 2-томной монографии «Язык уйгуров Ферганской долины» удостоенной в 1977 г. премии Ч.Валиханова. Г.Садвакасов был организатором и активным участником многочисленных международных, всесоюзных и республиканских научно-теоретических конференций.
В 1972 г. Г Садвакасов успешно защитил докторскую диссертацию.
В 1975 г. был избран членом корреспондентом Академия Наук Казахской ССР.

### 1981—1990
С 1986 г. по ноябрь 1991 г. — директор Института Уйгуроведения АН Каз. ССР.